# Шадымо-Рыскино
Шадымо-Рыскино — село в Инсарском районе Мордовии в составе Сиалеевско-Пятинского сельского поселения.

## География
Находится на расстоянии примерно 23 километров по прямой на юго-восток от районного центра города Инсар.

## История
Упоминается с 1869 года, когда оно было отмечено казенным селом из 60 дворов.

## Население
| 1989 | 2002 | 2010 | 2012 | 2013 | 2014 | 2015 |
| ---- | ---- | ---- | ---- | ---- | ---- | ---- |
| 771  | ↘512 | ↘312 | ↘301 | ↘291 | ↘275 | ↘268 |
| 2016 | 2017 | 2018 | 2019 |      |      |      |
| ↘261 | ↘247 | ↘237 | ↘222 |      |      |      |

Постоянное население составляло 512 человек (мордва 86 %) в 2002 году, 247 в 2010 году.